# Malý Lapáš
Malý Lapáš (maďarsky Kislapas) je obec na Slovensku, v okrese Nitra v Nitranském kraji. Žije v něm přibližně 1 500 obyvatel.

## Historie
Obec vznikla rozdělením rodového zemanského majetku na území Veľkého Lapáša asi v 15. století. První písemná zmínka o obci Malý Lapáš pochází z roku 1474, kde je uváděn jako Kyslapas. Malý Lapaš se vyvíjel jako zemanská obec se zemědělským charakterem, která nepodléhala zdanění.
V roce 1630 se na území uvádí osada Egeri (Jáger), jejíž název svědčí o tom, že zde byla myslivna. Patřila rodu Pohranických ze sousední Pohranice. V druhé polovině 18. století dal hrabě Jánoky v osadě Jáger postavit svůj reprezentační zámek v barokně klasicistním slohu. Později osada zpustla. V roce 1958 byla osada Pustý Jáger přičleněna k obci Malý Lapáš. Do dnešních dnů se dochovaly zbytky zámku Jákonyů, novorománsko-gotická kaple, velký vinný sklep a ovocný sad, vše je v soukromých rukou.
V roce 1787 bylo v obci 36 domů, v nichž žilo 212 obyvatel. Hlavní obživou bylo zemědělství. V roce 1947 byla k obci přičleněna část katastru obce Pohranice. V roce 1960 byl Malý Lapáš sloučen s Veľkým Lapášem na obec Lapáš. K osamostatnění došlo v roce 1990.

## Přírodní poměry
Obec leží v západní části Žitavské pahorkatiny v údolí potoka Kadaň. Nadmořská výška se pohybuje v rozmezí 155–246 metrů, střed obce je ve výšce 170 metrů. Odlesněné území leží na pahorkatině tvořené třetihorními usazeninami pokrytou spraší. Zemědělskou půdu tvoří černozem a hnědozem. Na severním okraji vesnice leží chráněný areál Lapášský park.

## Pamětihodnosti
- Novorománsko-gotická kaple z konce 19. století
- Klasicistní socha svatého Jana Nepomuckého z roku 1816
- Novogotická socha svaté Anny z roku 1879[4]